# Mileva Ukmar
Mileva Ukmar z domu Boltar (ur. 8 października 1906 w Trieście, zm. 27 kwietnia 1971 w Arlesheim) – słoweńska aktorka teatralna.

## Biografia

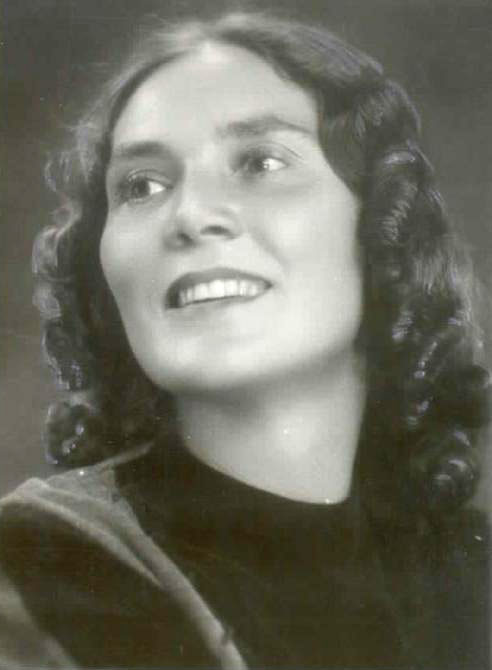
Mileva Boltar Ukmar, między 1930 a 1940

Mileva Boltar urodziła się w 1906 r. w Trieście, we Włoszech. Była córką Hermana Boltara i Emilij Boltar, z domu Valentič. W latach 1912–1917 uczęszczała do szkoły podstawowej w Trieście i Splicie, od 1917 do 1925 r. uczyła się w szkole średniej w Lublanie i Splicie. W latach 1925–1928 uczęszczała na wykłady na Wydziale Filozofii Uniwersytetu w Zagrzebiu, jednocześnie studiowała aktorstwo w Państwowej Szkole Aktorskiej (obecnie Akademia Sztuk Dramatycznych), którą ukończyła w 1929 r. W latach 1930–1950 była członkinią zespołu aktorskiego Slovensko narodno gledališče Drama Ljubljana. W 1960 roku przeszła na emeryturę.

## Kariera
Mileva z powodzeniem odnajdywała się w rolach z repertuaru klasycznego, m.in.: w sztukach Williama Szekspira, gdzie zagrała rolę Mirandy (Burza, 1930), królowej (Hamlet, 1933), Porcji (Kupiec wenecki, 1935), Goneril (Król Lear, 1936) i Desdemony (Otello, 1939), a także w roli Marii Stuart (Friedrich Schiller, Maria Stuart, 1944). Pod kierunkiem reżysera Cirila Debevca stworzyła kreacje postaci dramatu zagranicznego, m.in.: Minnie Tinwell (George Bernard Shaw: Lekarz na rozdrożu, 1932), Panna (August Strindberg: Sonata widm, 1933), Krystyna (August Strindberg: Wielka noc, 1934), Katerina (Fiodor Dostojewski: Bracia Karamazow, 1934). Również w sztukach słoweńskich zagrała wiele różnorodnych ról, m.in.: Majdo (Fran Saleški Finžgar: Divji lovec, 1931), Heleno (Anton Leskovec: Kraljična Haris, 1930), Lojzko (Ivan Cankar: Hlapci, 1934), Mrmoljevko (Ivan Cankar: Za narodov blagor, 1949), Pasančevo ženo (Bratko Kreft: Velika puntarija, 1945), Barbaro (Bratko Kreft: Celjski grofje, 1950). W 1959 r. zagrała w krótkometrażowym filmie satyrycznym filmie Kaj me briga, saj ni moje w reżyserii Franceta Kosmača. Zmarła 27 kwietnia 1971 r. w Arlesheim, w Szwajcarii.

## Życie prywatne
Mężem Milevy był Vilko Ukmar, kompozytor, muzykolog. Mieli syna Kristijana Ukmara, dyrygenta operowego i muzykologa.